# Пітхалі
Пітхалі або Менда  — традиційна гостра страва з округу Джамалпур у дивізіоні Мімансінгх, Бангладеш.